# The Wanderer (album Diabulus in Musica)
The Wanderer – drugi studyjny album hiszpańskiego zespołu wykonującego muzykę z pogranicza gothic metalu oraz metalu symfonicznego Diabulus in Musica, został wydany 29 lutego 2012 roku przez wytwórnię płytową Napalm Records.

## Lista utworów
Opracowano na podstawie materiału źródłowego.
1. "A Journey's End (Intro)" - 02:15
2. "Ex Nihilio" - 05:30
3. "Sceneries of Hope" - 03:51
4. "Blazing a Trail" - 04:03
5. "Call from a Rising Memory (Intro)" - 01:18
6. "Hidden Reality" - 04:43
7. "Shadow of the Throne" - 04:43
8. "Allegory of Faith, Innocence and Future" - 05:20
9. "Sentenced to Life" - 04:59
10. "Oihuka Bihotzetik" - 04:52
11. "No Time for Repentance (Lamentatio)" - 08:29
12. "The Wanderer" - 04:38

## Twórcy
Opracowano na podstawie materiału źródłowego.
- Zuberoa Aznárez - śpiew
- Adrián M. Vallejo - gitara, śpiew
- Gorka Elso - instrumenty klawiszowe, śpiew
- Álex Sanz - gitara basowa
- Xabier Jareño - perkusja